# Guvernementet Orenburg
Guvernementet Orenburg var ett guvernement i östra Ryssland, på gränsen mot Sibirien, 1744-1928.
Det hade en yta på 191 179 km2,
med 2 093 200 invånare (1911), huvudsakligen ryssar,
basjkirer (16 procent) och kirgiser (omkring 6 procent);
dessutom mordviner, teptjarer, tjuvasjer, ukrainare
m. m. 22 procent var muslimer. Landet var dels ett skogbevuxet bergland, genomdraget av södra Uralbergens breda åsar samt i sydväst av landåsen Obsjtjij syrt, dels ett naket stäppland, som i väster genomströvades av basjkirer, i sydöst av kirgiser. De många vattendragen samlade sig i väster till
Karnas biflod Bjelaja, i mitten till Uralfloden, i öster till Tobol. Dessutom fanns omkring 1 500
sjöar, varav 100 saltsjöar. Ungefär 20 procent av arealen var skogbevuxna och 36 procent åker.
Järn- samt koppar-, silver- och blymalmer jämte guldförande sand och salt i sjöarna bildade landets mineraliska tillgångar. 1901 vanns 2 657 kg guld genom vaskning och 1 722 genom brytning; av järnmalm 133 000 ton och av kopparmalm 13 251 ton. Orenburg hade den största husdjursstocken i Ryssland. Industrin var obetydlig,
men stor betydelse hade guvernementet som mellanlänk i den centralasiatiska och ryska karavanhandeln,
östra delen av guvernementet (92 781 km2) tillhörde de orenburgska kosackerna, som utgjorde 22 procent av hela befolkningen.
Guvernementet beboddes tidigare av kirgiser i söder och basjkirer i norr. De senare gav sig 1557 under ryskt välde, och fästet Ufa anlades för att skydda dem mot kirgiserna. Under 1700-talet upprättade ryska regeringen i landet en rad av fästen och blockhus,
vars medelpunkt blev fästet Orenburg. 1774
organiserades landet till ett särskilt guvernement,
varifrån skildes 1865 guvernementet Ufa och sedermera
Kirgisstäppen på vänstra stranden av Uralfloden.
- Wikimedia Commons har media som rör Guvernementet Orenburg.

## Källa
Den här artikeln är helt eller delvis baserad på material från Nordisk familjebok, Orenburg, 1904–1926.